# Bernard Thévenet
Pour les articles homonymes, voir Thévenet.
Bernard Thévenet (surnommé « Nanard »), né le 10 janvier 1948 à Saint-Julien-de-Civry en Saône-et-Loire, est un coureur cycliste français des années 1970. Il a notamment remporté le Tour de France à deux reprises : en 1975 devant Eddy Merckx et en 1977 devant Hennie Kuiper.
Il fut amateur à l'AC Boulogne-Billancourt. Professionnel de 1970 à 1981, il a fait toute sa carrière au sein de l'équipe professionnelle Peugeot, sauf ses deux dernières saisons (en 1980 dans l'équipe espagnole Teka et en 1981 dans l'équipe Puch-Wolber). Il devient ensuite directeur sportif, sélectionneur de l'équipe de France de cyclisme sur route, puis consultant pour le groupe France Télévisions, enfin organisateur de courses cyclistes dans l'Isère.
Excellent grimpeur, il reste dans l'histoire du cyclisme comme le « tombeur » d'Eddy Merckx lors de la 15e étape du Tour de France 1975 arrivée à Pra-Loup qui vit pour la première fois fléchir le « Cannibale » après l'agression (un coup de poing dans le foie) que reçut ce dernier d'un spectateur lors de l'étape menant au Puy de Dôme. Il remporte une seconde fois le Tour de France en 1977 pour 48 secondes seulement devant Hennie Kuiper. Parmi ses plus grands succès, on peut citer le Critérium du Dauphiné libéré en 1975 et 1976, le titre national en 1973 après une longue échappée en solitaire ou le Tour de Romandie en 1972.

## Biographie

### Origines
Bernard Thévenet est né dans une famille d'agriculteurs en Saône-et-Loire dans la région Bourgogne. Il grandit à Saint-Julien-de-Civry, au lieu-dit le Guidon. C'est là qu'en 1961 il voit passer pour la première fois le Tour de France, lors de l'étape Chalon-sur-Saône-Saint-Étienne. Thévenet est alors un enfant de chœur de l'église. Il raconte que « Le prêtre avait avancé l'heure de la messe pour que nous puissions regarder les coureurs passer ». Fait rare pour une commune située en dehors des massifs montagneux, le hameau du Guidon retrouve le Tour l'année suivante, à l'occasion de Lyon-Nevers. De quoi renforcer l'amour de Thévenet pour cette course.
Dès l'âge de six ans, il se rend à l'école avec le vélo de sa sœur. Il obtient son propre vélo un an plus tard et roule environ dix kilomètres par jour autour de son village. Son premier vélo d'adulte, qui n'est pas encore un vélo de compétition, il l'obtient à 14 ans pour avoir réussi ses examens scolaires. Ses parents ayant besoin de lui à la ferme, il ne pouvait vivre pleinement sa passion pour le cyclisme, ce qui n'empêchait pas ses parents de connaître les ambitions de leur fils. Thévenet participe à sa première course et ses parents ne l'apprennent que grâce au journal local. Une dispute oblige le président du club à intervenir. Il propose aux parents de venir voir leur fils lors d'une course. Ils acceptent et Bernard remporte l'épreuve.
Il devient par la suite Champion de Bourgogne en 1965 et 1966. En 1967, Mickey Weigant, le manager du club de l'ACBB de Boulogne-Billancourt, se rend à sa maison pour l'enrôler. En 1968, il court pour l'équipe amateur de Jean de Gribaldy, Cafés Ravis-Wolhauser-de Gribaldy. Il remporte le championnat de France juniors en 1968, quatre ans avant Bernard Hinault. L'année suivante, il part faire son service militaire au 19e RG, à Besançon.

### Carrière sportive

#### Les débuts

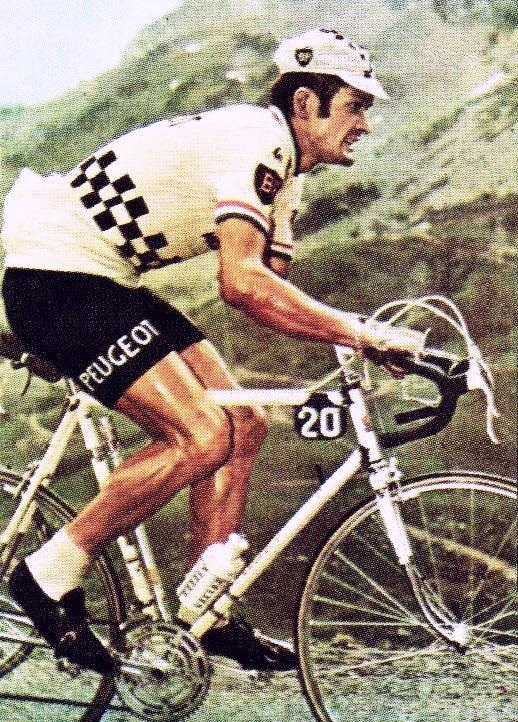
Le premier Tour de France de Thévenet, en 1970.

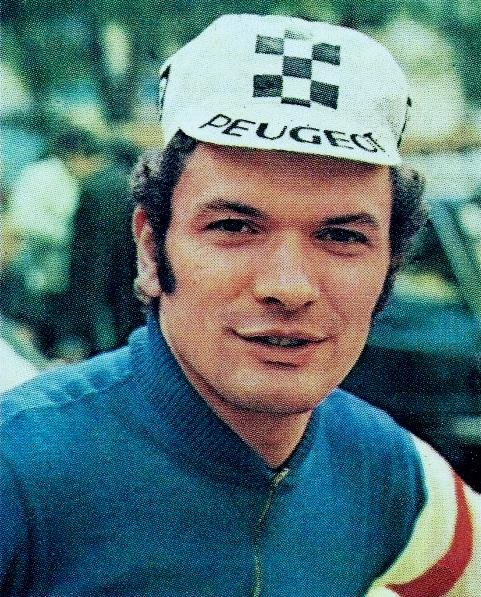
Thévenet champion de France en 1973.

Il devient professionnel avec l'équipe Peugeot-BP-Michelin en 1970, à 22 ans. Il dispute son premier Tour de France dès sa première année, en étant prévenu à la dernière minute. « Je n'étais même pas en réserve en 1970, mais, parce que deux coureurs dans l'équipe étaient tombés malades chez Peugeot, le directeur sportif m'a choisi, deux jours avant le départ. » Gaston Plaud, le directeur sportif, fait appel à un voisin dans le village parce que ni Thévenet, ni beaucoup d'autres familles ne possèdent le téléphone à cette époque. Thévenet qui était parti s'entraîner avec son ami Michel Rameau, reçoit la nouvelle par sa mère, dans la maison de Rameau. Il demande l'avis de Victor Ferrari, un ami qui a participé au Tour de France 1929. Thévenet raconte : « Il m'a alors dit c'est une chance unique, vas-y, même si peut-être, il pensait que j'allais tenir une semaine, et j'y suis allé. »
Thévenet se souvient : « Je me souviens parfaitement de mon arrivée à Limoges (lieu de départ de la première étape). J'étais inquiet et effrayé en même temps, mais plein de fierté. On m'a donné une valise neuve, sept maillots, six paires de shorts, des pulls, des chemises... Tout le monde avait un vélo flambant neuf, mais pas moi, parce que je n'étais pas sur la liste des partants de l'équipe ». Il joue un rôle d'équipier pour Roger Pingeon, mais celui-ci abandonne après une semaine. Il joue alors sa carte personnelle et remporte l'étape du 14 juillet qui se termine à la station de ski de La Mongie. Cette victoire lui donne la confiance nécessaire pour faire carrière dans le cyclisme. L'année suivante, plus régulier, il réédite sa performance en remportant la dixième étape, mais en prenant cette fois la quatrième place du classement général.
Il arrive lors du Tour 1972 avec l'expérience d'une première grande victoire sur une course à étapes : le Tour de Romandie. Durant ce Tour, il chute dans la descente du col d'Aubisque et souffre temporairement d'amnésie. Alors qu'il est étendu sur la route en se demandant ce qu'il fait sur son vélo, il recommence petit à petit à retrouver la mémoire. En reconnaissant la voiture de son équipe, il s'écria : « Je suis sur le Tour de France ! ». Il refuse d'abandonner la course, termine l'étape, passe la nuit en observation et le lendemain reprend le départ. Quatre jours plus tard, il remporte l'étape sur le Mont Ventoux : « On a attaqué les deux premiers kilomètres à 50 à l'heure, car Ocaña et Merckx faisaient la course mais on était à bloc derrière, grand plateau. Tous ceux qui rétrogradaient explosaient automatiquement. Ensuite, j'ai laissé partir et puis ça s'est calmé un peu devant. Quand j'ai vu que je remontais les voitures, j'ai un peu temporisé pour porter mon attaque décisive à 1 500 mètres, personne n'a pu s'accrocher, il y avait Poulidor, Martinez, Ocana, Merckx. Dans le dernier kilomètre, j'étais vraiment heureux. »

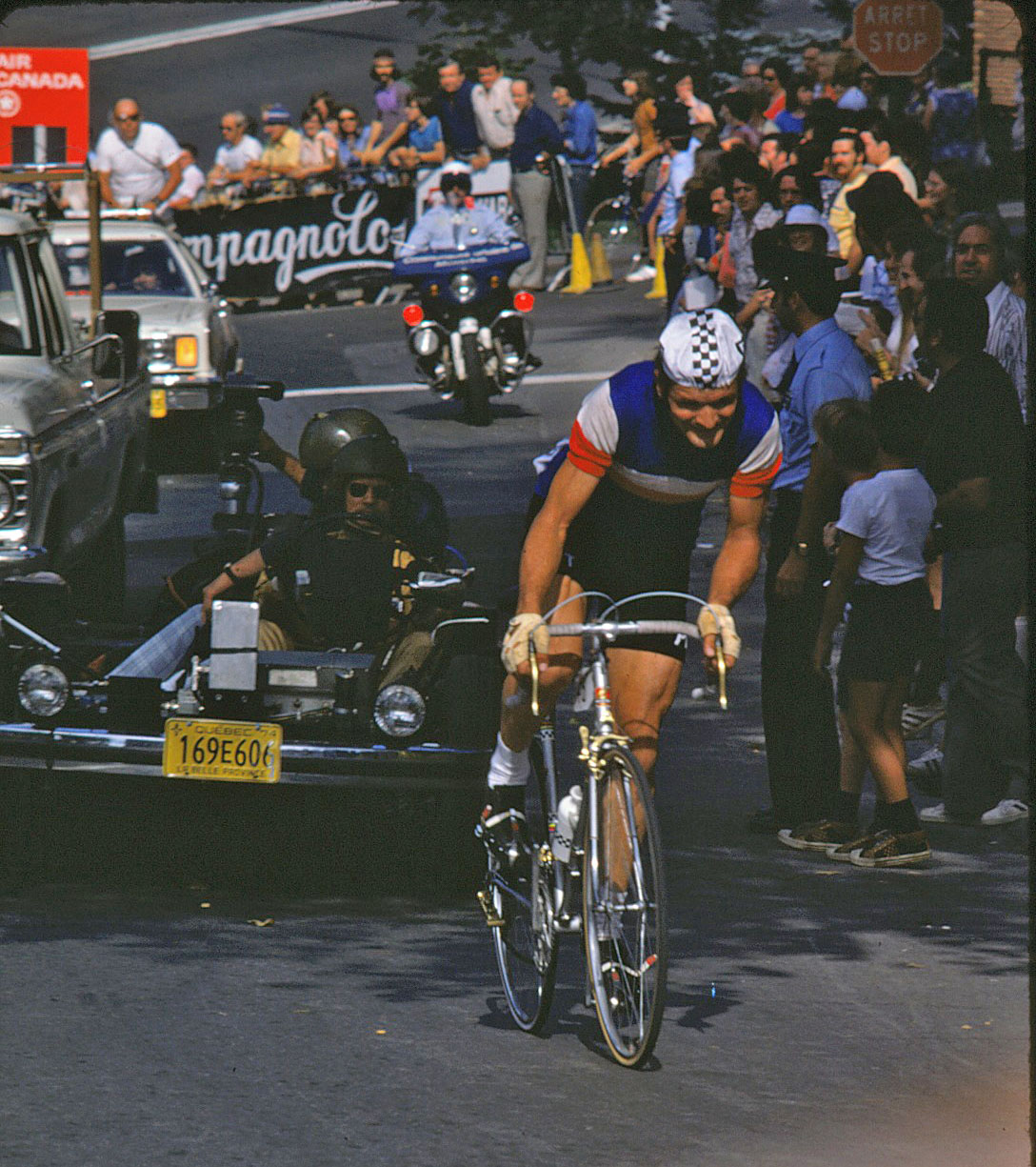
Thévenet au championnat du monde 1974 à Montréal.

En 1973, il prend part au Tour d'Espagne. Merckx s'impose et Thévenet, vainqueur d'une étape et troisième du général, termine pour la première fois sur le podium d'un grand tour. Il remporte en juin, une étape du Critérium du Dauphiné libéré qu'il termine à la seconde place et le championnat de France au terme d'une longue échappée en solitaire. Son objectif principal reste le Tour de France. Il espère profiter de l'absence de Merckx, quadruple tenant du titre, qui s'est concentré cette année-là sur le doublé Tour d'Espagne-Tour d'Italie. Malgré ses deux victoires d'étapes, c'est l'Espagnol Luis Ocaña qui s'impose avec plus de 15 minutes d'avance sur le Français, finalement deuxième de l'épreuve. En 1974, malade, il abandonne la Grande Boucle lors de la 11e étape, mais remporte quelques victoires de prestige durant la saison : le Tour de Catalogne et le Critérium national notamment.

#### 1975-1977: l'apogée
En 1975, il est battu par Eddy Merckx sur Liège-Bastogne-Liège qu'il termine deuxième. Les deux rivaux se retrouvent sur le Critérium du Dauphiné libéré que Thévenet remporte. Cette victoire le libère quelque peu : « J'avais gagné le Dauphiné que Merckx avait couru mais il avait été malade auparavant. Je l'avais relégué assez loin, et à partir de ce moment, j'avais gommé cette peur de lui. Je me sentais plus libre de l'attaquer, j'avais gommé cette espèce de respect de la hiérarchie ». Puis arrive le Tour de France 1975.
Merckx, quintuple vainqueur du Tour, prend le maillot jaune lors de la sixième étape. Il remporte en prime deux étapes et semble en position de gagner un sixième Tour de France. Alors vint la 14e étape avec une arrivée au sommet du Puy de Dôme. Comme de coutume, c'est De Schoemacker, l'équipier montagnard de Merckx qui fait le tempo, mais pas assez rapidement pour empêcher le démarrage de Thévenet, rejoint par le Belge Lucien Van Impe. Au milieu d'une foule hostile, Merckx, grimaçant, s'accroche vaillamment et limite les dégâts. Dans sa roue, près du point de rupture, vient le Néerlandais Joop Zoetemelk. Van Impe s'envole vers la victoire, Thévenet se rapproche un peu plus au général. Merckx est accueilli par des sifflets. Dans la dernière ligne droite, il est même frappé d'un coup de poing au foie donné par un spectateur qui sera identifié, poursuivi et condamné. Après un jour de repos, on attaque les Alpes. Cette 15e étape  longue de 217,5 kilomètres est disputée le 14 juillet entre Nice et Pra Loup. Merckx, se sentant fort, attaque Thévenet sur son terrain, parvient à le distancer, mais est victime d'une terrible défaillance dans la montée sur Pra-Loup, défaillance qu'il attribuera plus tard à des cachets de Glifanan administrés par le médecin pour diminuer la douleur consécutive au coup de poing reçu au Puy de Dôme. Quoi qu'il en soit, Bernard Thévenet remporte l'étape et s'empare de la toison d'or. Le lendemain, survolté, il attaque au pied de l'Izoard, passe seul au sommet et triomphe à Serre Chevalier devant Merckx.

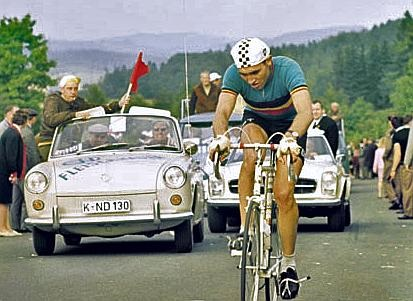
Eddy Merckx

 Thévenet remporte finalement ce Tour qui, pour la première fois, se termine sur les Champs-Élysées et récompense le vainqueur de la Coupe omnisports (toujours remise depuis), avec 2 min 45 s d'avance face au Belge. Grâce à cette victoire, il reste dans l'histoire du cyclisme comme le « tombeur » d'Eddy Merckx.
L'année suivante, en 1976, il connaît le fond du gouffre, souffrant d'un mal d'origine virale. Il remporte tout de même le Critérium du Dauphiné libéré pour la deuxième année consécutive et termine deuxième du Tour de Lombardie derrière Roger De Vlaeminck en fin de saison. Au Tour de France 1976, il se maintient dans le top 6 du classement général avant de perdre plus de 13 minutes lors de la 14e étape arrivant au Pla d'Adet sur le gagnant du jour et futur vainqueur du Tour Lucien Van Impe, concède encore plus de cinq minutes sur les favoris le lendemain puis ne termine pas la 19e étape alors qu'il occupait à ce moment la 18e place du classement général à plus de 27 minutes du maillot jaune.
On évoque son déclin, mais il ressuscite en 1977 . Au printemps, il termine deuxième du Critérium du Dauphiné libéré à neuf petites secondes du vainqueur Bernard Hinault et aussi deuxième du Grand Prix du Midi libre derrière l'Italien Wladimiro Panizza. Thévenet doit attendre la 15e étape du Tour de France 1977 pour déposséder le maillot jaune de l'Allemand Dietrich Thurau, leader depuis le prologue. Le Français s'installe au commandement à l'issue du contre-la-montre d'Avoriaz. Il remporte définitivement son deuxième Tour lors du contre-la-montre de Dijon de la 20e étape. Merckx, malade, termine son dernier Tour de France sixième. Hennie Kuiper termine deuxième à 48 secondes.

#### La fin de carrière
Lors de l'hiver 1977, il est hospitalisé pour une maladie du foie qu'il attribue à une utilisation à long terme de stéroïdes. Plusieurs mois plus tard, il participe au Tour 1978, où il assiste de loin à la victoire d'un jeune homme de 23 ans : Bernard Hinault. En effet, il abandonne lors de la deuxième étape de montagne, lors de la montée du Tourmalet. Il quitte l'équipe cycliste Peugeot en 1979 et signe pour l'équipe espagnole Teka, avec qui, il gagne la Polynormande et les Six jours de Grenoble (avec l'Australien Danny Clark).
Il revient dans une équipe française lors de sa dernière année professionnelle (en 1981) et il remporte ses dernières victoires. Il dispute son dernier Tour et prend une honorable 37e place.

### Dopage

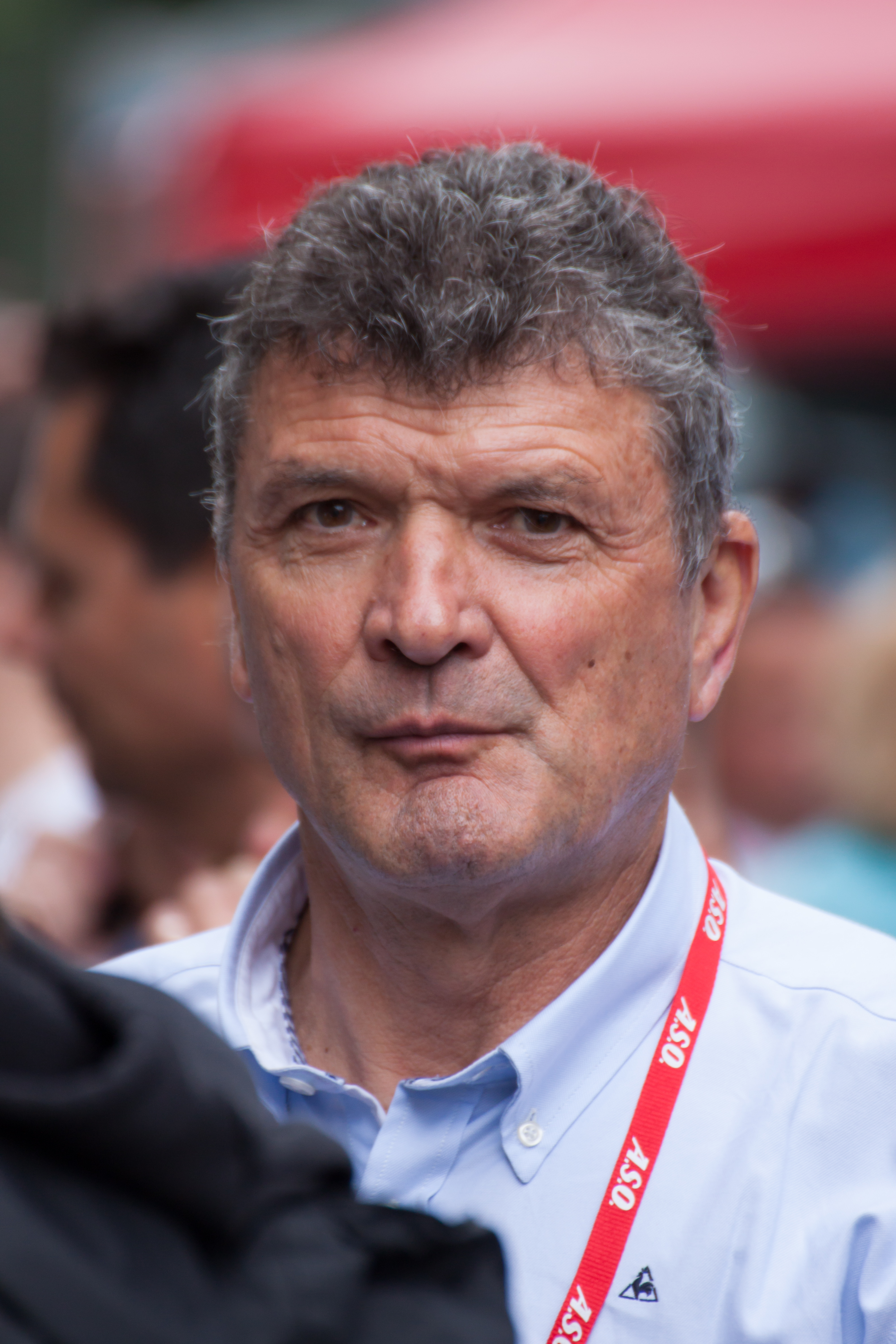
Bernard Thévenet lors du prologue du Critérium du Dauphiné 2012, à Grenoble.

En 1978, Bernard Thévenet a admis dans France Vélo s'être dopé à la cortisone pendant trois ans durant lesquels il remporte le tour de France 1975 et 1977,. Il est d'ailleurs testé positif à ce corticostéroïde au Paris-Nice 1977 et doit être hospitalisé pour des problèmes au foie et aux glandes surrénales que cette molécule a ravagés. Il révèle à la même occasion que la pratique du dopage est commune parmi les leaders du peloton, ce qui lui vaut d'être sévèrement critiqué par la presse, d'être ostracisé par ses pairs, et lâché par son sponsor Peugeot.
La cortisone ne figurait pas, à l'époque, dans la liste des produits interdits, l'Union cycliste internationale ne l'ajoutant à sa liste des produits prohibés qu'en 1978, la méthode de détection de cette molécule n'étant homologuée qu'en 1999.

### Directeur sportif et reconversion professionnelle
Thévenet devient directeur sportif de l'équipe La Redoute, emmenée par Stephen Roche en 1984, puis de celle de RMO en 1986 et 1987.
De 1993 à 1996, il est sélectionneur de l'équipe de France de cyclisme sur route. À ce titre, il n'est pas étranger au succès de Luc Leblanc lors des championnats du monde 1994, qui ont lieu en Sicile (Italie).
Consultant régulier sur France Télévisions entre 1993 et 2007, il est commentateur du Tour de France de 1994 à 2004.
Chef de piste des Six Jours de Grenoble, il prend en charge en 2010, pour le compte d'ASO, l'organisation du Critérium du Dauphiné.
Il a ouvert une société de vêtements de cyclisme qui porte son nom.
À titre personnel, il est membre du comité d'honneur de l'Association pour le droit de mourir dans la dignité et cosigne en 2009 un texte réclamant la dépénalisation de l'euthanasie.

## Palmarès sur route

### Palmarès amateur
| - 1965 - Champion de Bourgogne sur route - 1966 - Champion de Bourgogne sur route - Tour du Roussillon - Grand Prix Rhône-Presse - 3e du Grand Prix du Froid Caladois - 3e du Grand Prix des Nations amateurs - 1967 - 2e de la Polymultipliée lyonnaise - 2e de Draguignan-Nice - 3e du Grand Prix de Vougy - 1968 - Champion de France sur route amateurs - Champion de France des sociétés - Champion d'Île-de-France sur route - 2ea étape du Grand Prix du Luxembourg - 2e étape du Tour du Bordelais - Grand Prix de Hérisson - Grand Prix de France - 3e du Mérite Veldor | - 1969 - 1re étape de Paris-Saint-Pourçain - Grand Prix de Saint-Symphorien-sur-Coise - 8e étape du Tour de l'Avenir - 2e étape de Paris-Vierzon (contre-la-montre) - 2e du championnat de France des sociétés - 2e du Grand Prix de France - 3e de Paris-Vierzon |  |

### Palmarès professionnel
| - 1970 - Course de côte du mont Faron (contre-la-montre) - 18e étape du Tour de France - 3e du championnat de France de poursuite - 1971 - Promotion Pernod - 10e étape du Tour de France - 2e étape de l'Étoile des Espoirs - 2e de l'Étoile des Espoirs - 3e du Critérium du Dauphiné libéré - 3e du Trophée Baracchi (avec Roger Pingeon) - 4e du Tour de France - 1972 - Tour d'Indre-et-Loire : - Classement général - 1re étape - Tour de Romandie : - Classement général - 3eb étape (contre-la-montre) - Monte Campione : - Classement général - 1re et 2e étapes - 3e étape du Grand Prix du Midi libre - 11e et 17e étapes du Tour de France - 2e du Critérium du Dauphiné libéré - 2e d'À travers Lausanne - 5e du Grand Prix des Nations - 8e du Grand Prix du Midi Libre - 9e du Tour de France - 1973 - Champion de France sur route - Prestige Pernod - 1re étape du Tour de l'Aude - 11e étape du Tour d'Espagne - 3e étape du Critérium du Dauphiné libéré - 4e étape du Grand Prix du Midi libre - 7e et 20eb étapes du Tour de France - 2e du Critérium du Dauphiné libéré - 2e du Tour de France - 3e du Tour de l'Aude - 3e du Tour d'Espagne - 4e du Grand Prix des Nations - 6e de Liège-Bastogne-Liège - 6e du Super Prestige Pernod - 9e du Grand Prix du Midi Libre - 1974 - Critérium de Bussières - 2e étape de Paris-Nice - Critérium national - Tour de Catalogne : - Classement général - 4e et 7eb (contre-la-montre) étapes - 4e de Paris-Nice - 5e du championnat du monde sur route - 6e du Tour de Lombardie | - 1975 - Prestige Pernod - Challenge Sedis - 4ea étape du Tour de Corse (contre-la-montre) - Critérium du Dauphiné libéré : - Classement général - 5e étape - Tour de France : - Classement général - 15e et 16e étapes - 2e étape d'À travers Lausanne (contre-la-montre) - 2e de Liège-Bastogne-Liège - 3e de Paris-Camembert - 3e des Quatre Jours de Dunkerque - 3e du Grand Prix des Nations - 4e du Super Prestige Pernod - 6e du championnat du monde sur route - 1976 - 5ea étape des Quatre Jours de Dunkerque - Critérium du Dauphiné libéré : - Classement général - 4e et 5e étapes - 2e étape du Tour du Limousin - Prologue de l'Étoile des Espoirs (contre-la-montre par équipes) - 2e de l'Étoile des Espoirs - 2e du Tour de Lombardie - 2e d'À travers Lausanne - 5e du Grand Prix du Midi Libre - 1977 - Tour du Haut-Var - 3ea étape du Tour de Corse (contre-la-montre) - 7eb étape du Critérium du Dauphiné libéré (contre-la-montre) - Tour de France : - Classement général - 20e étape (contre-la-montre) - Circuit des genêts verts - Circuit du Cher - Escalade de Montjuïc : - Classement général - 1re et 2e (contre-la-montre) étapes - 2e du Grand Prix d'Antibes - 2e du Critérium du Dauphiné libéré - 2e du Grand Prix du Midi libre - 3e d'À travers Lausanne - 1978 - Prologue du Tour d'Indre-et-Loire (contre-la-montre par équipes) - 1980 - 8e du Critérium du Dauphiné libéré - 1981 - 1re étape du Tour du Vaucluse - 4ea étape du Circuit de la Sarthe (contre-la-montre) - 2e du Tour du Vaucluse |  |

### Résultats dans les grands tours

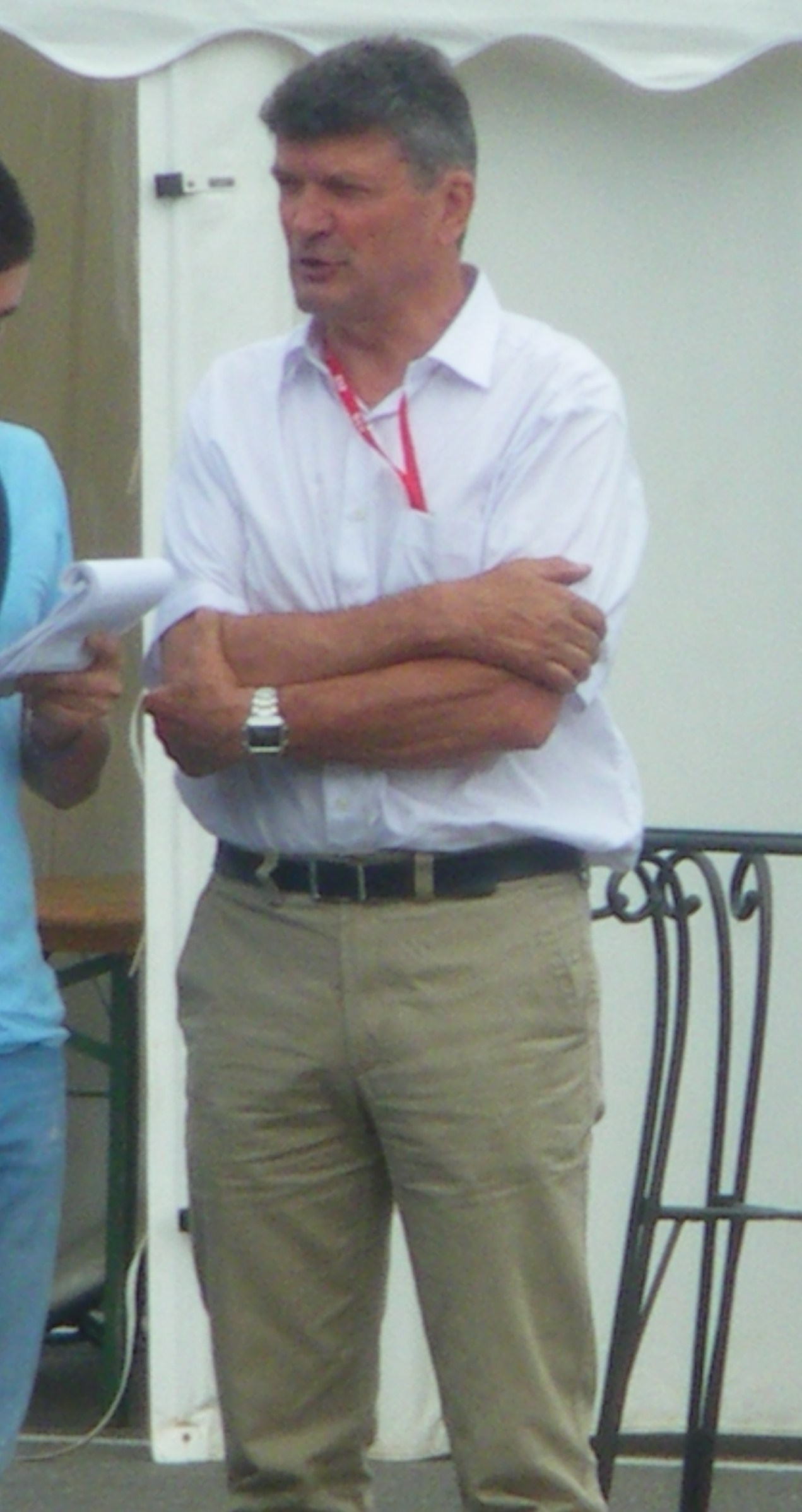
Bernard Thévenet lors du Critérium du Dauphiné 2010, dont il est le directeur

#### Tour de France
11 participations
- 1970 : 35e, vainqueur de la 18e étape
- 1971 : 4e, vainqueur de la 10e étape
- 1972 : 9e, vainqueur des 11e et 17e étapes
- 1973 : 2e, vainqueur des 7e et 20e étapes
- 1974 : abandon (11e étape)
- 1975 :  Vainqueur du classement général, vainqueur des 15e et 16e étapes,  maillot jaune pendant 8 jours
- 1976 : abandon (19e étape)
- 1977 :  Vainqueur du classement général, vainqueur de la 20e étape (contre-la-montre),  maillot jaune pendant 8 jours
- 1978 : abandon (11e étape)
- 1980 : 17e
- 1981 : 37e

#### Tour d'Italie
1 participation
- 1979 : 31e

#### Tour d'Espagne
4 participations
- 1971 : 44e
- 1973 : 3e, vainqueur de la 11e étape
- 1974 : abandon (14e étape),  maillot jaune pendant deux jours
- 1980 : 14e

## Palmarès sur piste
| - 1975 - 2e des Six Jours de Grenoble (avec Günter Haritz) - 1976 - Six Jours de Grenoble (avec Günter Haritz) - 1977 - 3e des Six Jours de Grenoble (avec Günter Haritz) | - 1980 - Six Jours de Grenoble (avec Danny Clark) - 1981 - 3e des Six Jours de Grenoble (avec Dave Allan) |  |

## Distinctions
- Chevalier de la Légion d'honneur (décret du 13 juillet 2001)[20]

- Il est sacré Champion des champions français par le quotidien sportif L'Équipe en 1975.

- Il remporte également le Prestige Pernod (en 1973, 1975) et la Promotion Pernod (moins de 25 ans) en 1971.
- Il remporte le 7 d'or du meilleur programme sportif avec Patrick Chêne en 1998 pour les directs du Tour de France.

- Bernard Thévenet devient citoyen d'honneur de la ville de Soultzmatt le 22 août 2010 à l'occasion du Regio Tour qu'il parraine.

- La commune de Saint Julien de Civry a donné le nom Bernard Thévenet à la place du village.

- Gloire du sport promotion 2009.
- Bernard Thévenet a reçu la médaille de la ville de Saint-Ismier en Isère où il réside depuis de nombreuses années. Il a été conseiller municipal de cette ville.

## Bibliographie

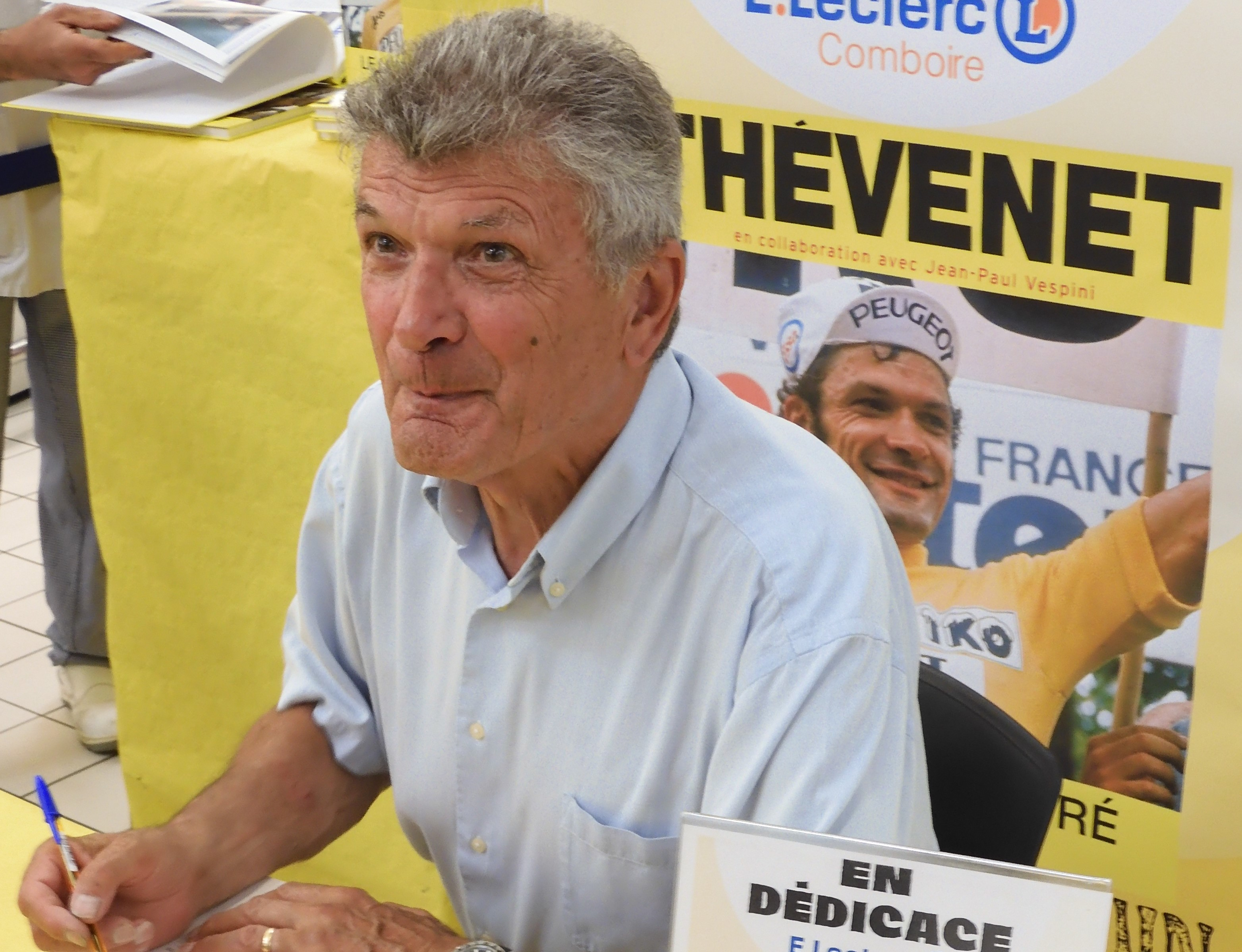
Bernard Thévenet dédicace son livre à Comboire le 18 juin 2022